# Djéser
Djéser (ou Djoser) est aujourd'hui le plus souvent considéré comme étant le premier roi de la IIIe dynastie égyptienne. Il est également considéré comme le fondateur de l'Ancien Empire, bien que la IIIe dynastie est aussi considérée comme faisant partie de la période archaïque avec la Période thinite. Le nom de Djéser ne lui est pas contemporain, mais il avait pour nom d'Horus Netjerikhet. Il fut le commanditaire de la première construction en pierre de grande taille : la pyramide à degrés de Saqqarah.

## Attestations

### Attestations contemporaines
Le roi, connu dans les documents contemporains de son règne principalement sous son nom d'Horus Netjerikhet inscrit dans un serekh, est attesté par plusieurs documents :
- un relief rupestre du Ouadi Maghara représentant Netjerikhet dans la pose caractéristique du massacre de l'ennemi, ici un Bédouin ; le roi est précédé par une déesse au nom perdu mais qui pourrait être Ouadjet[1],[2],[3],
- des empreintes de sceaux de l'Horus Netjerikhet dans la tombe de Khâsekhemouy (vingt complètes et vingt-trois fragmentaires) dans la nécropole de Oumm el-Qa'ab à Abydos ainsi que dans l'enclos funéraire du roi, nommé aujourd'hui Chounet el-Zebib et situé à plus d'un kilomètre à l'ouest de la tombe, près de la limite du désert (cinq empreintes)[4],[5],[6],[7],
- des empreintes de sceaux dans les mastabas K1 (plusieurs empreintes de Netjerikhet avec une empreinte de sceau de Khâsekhemouy), K2 (une empreinte de Netjerikhet avec des empreintes de sceaux de Sanakht), K3 (une empreinte), K4 (une empreinte) et K5 (une empreinte) de Beit Khallaf[8],[9],[10],
- cinq empreintes de sceaux à Éléphantine, soit quatre scellements de jarres provenant de l'est de la ville (l'un porte en plus du nom d'Horus du roi les titres d'un fonctionnaire « contrôleur de la cave et assistant dans le magasin de provisions ... de Haute et Basse-Égypte, suivant quotidien du roi ») et la dernière provenant d'une couche de débris de l'Ancien Empire située dans le secteur sud-est de la ville[1],[11],
- des empreintes de sceaux dans trois tombes de fonctionnaires situées à Saqqarah : le mastaba S2405 du haut fonctionnaire Hésirê et les mastabas anonymes S2305 et S3518[1],[12],
- des fragments d'un relief provenant d'Héliopolis montrant, sur l'un des fragments, les jambes du roi accompagnées de trois personnages féminins : son épouse Hétephernebty devant les jambes, leur fille Initkaes devant cette dernière et enfin, derrière les jambes, un personnage qui pourrait être sa fille et dont le nom a été reconstruit en Nyânkh-Hathor[13],[14],[12],
- le complexe funéraire situé à Saqqarah, dont l'identification du commanditaire est assuré par un certain nombre de documents :
  - six panneaux ainsi que des encadrements de portes, situés dans les galeries sous la pyramide et le tombeau sud, les panneaux ainsi que les montants entourants les panneaux et les portes sont inscrits au nom d'Horus tandis que les linteaux des panneaux et des portes sont inscrits avec les noms de Nebty et d'or ; trois des panneaux se trouvent dans les galeries sous la pyramide figurant, pour l'une, la course rituelle dans la cour sud-ouest lors de la fête-sed, pour la deuxième, la course rituelle au palais blanc et, pour la troisième, une visite au temple d'Edfou ; les trois autres panneaux, situés dans le tombeau-sud, figurent à nouveau, pour la première, la course rituelle dans la cour sud-ouest, pour la deuxième une visite du temple de Létopolis et, pour la troisième, une visite au temple per-our[15],[16],[17],
  - un certain nombre de stèles frontières, de deux types mais portant la même inscription, incluant le nom d'Horus du roi ainsi que celui de la reine Hétephernebty et celui de leur fille Initkaes[15],[18],
  - un montant de porte à motifs animaliers ponctués du nom d'Horus du roi et découvert en remploi lors de la fouille du temple funéraire d'une pyramide de l'une des reines de Téti (VIe dynastie)[15],[19],
  - des sceaux du roi trouvés dans les galeries sous la pyramide et dans les galeries des magasins situés dans le secteur nord-ouest du complexe[15],[20],[21],
  - la statue du serdab inscrit avec les noms de Nebty et d'or sur le socle (JE 49158)[22].

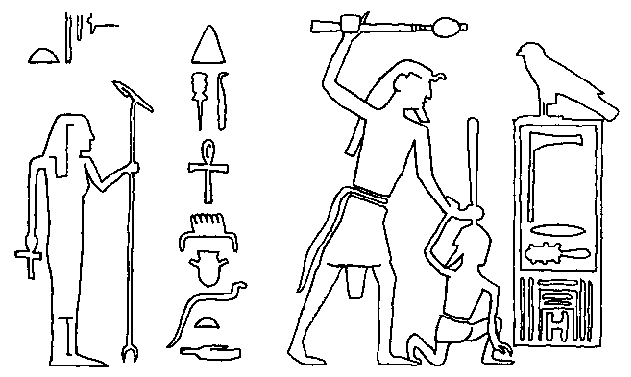
Dessin du relief de Djéser dans le Ouadi Maghara.
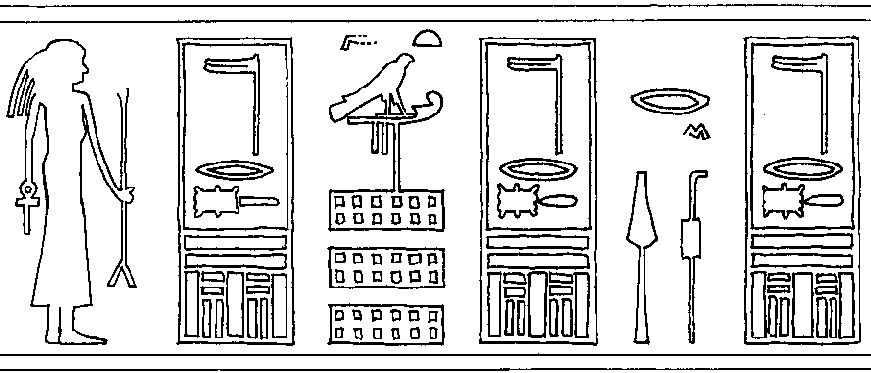
Dessin d'une empreinte de sceau de Djéser.
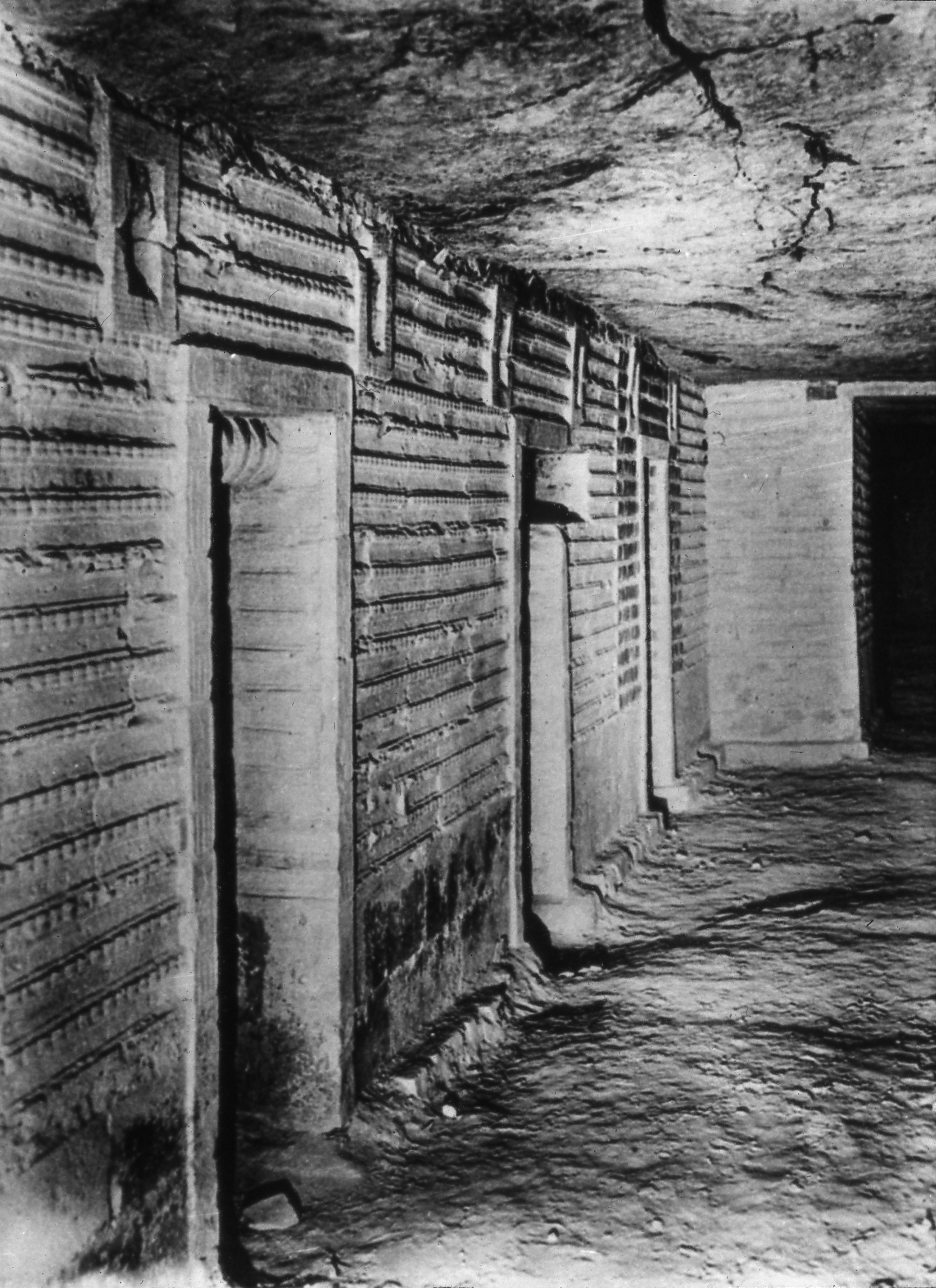
Vue sur une salle bleue avec trois niches à gauche, avec dans chacune d'elles un panneau.
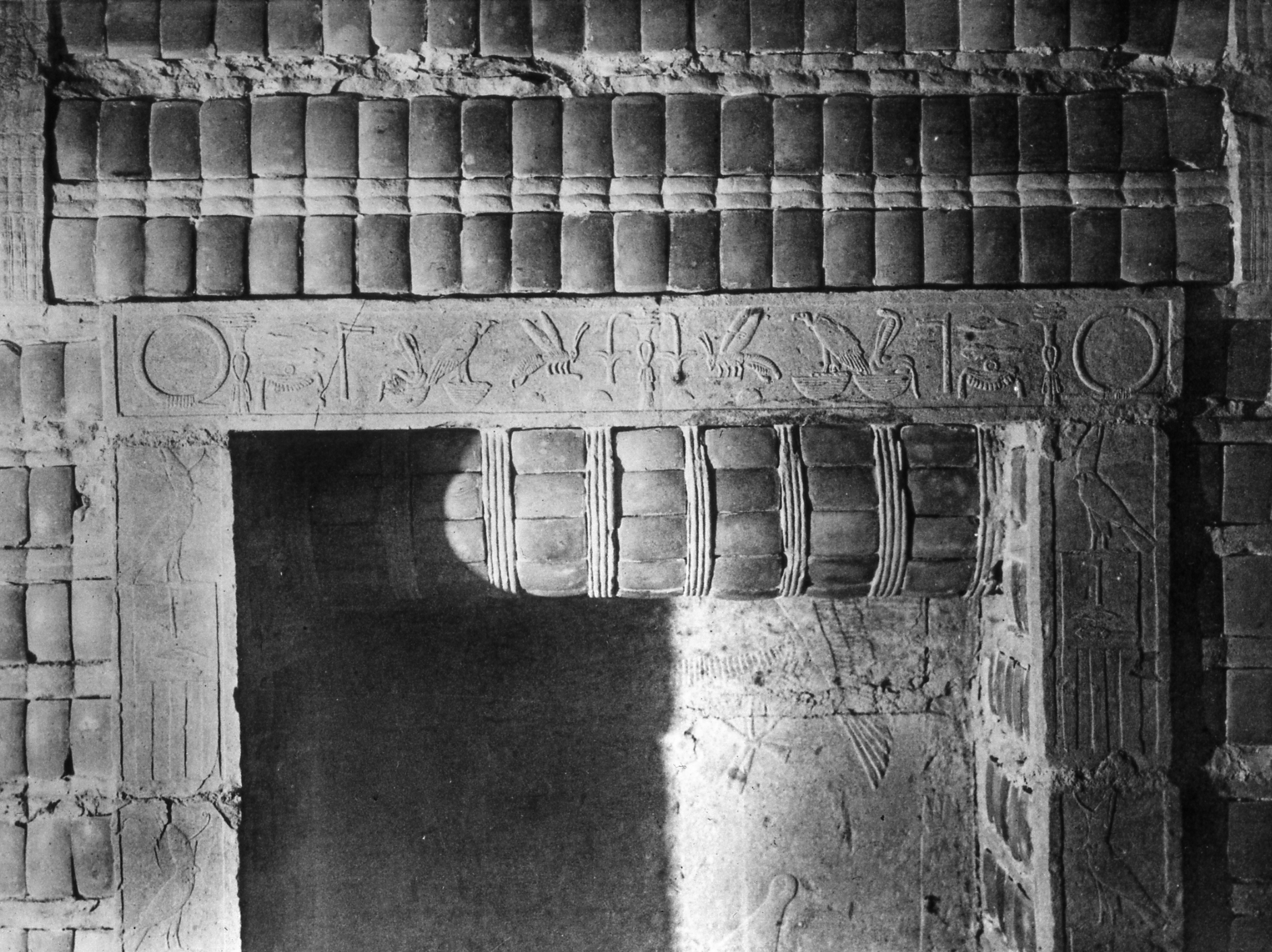
Vue sur la partie haute des montants et le linteau encadrant la niche de l'un des panneaux.
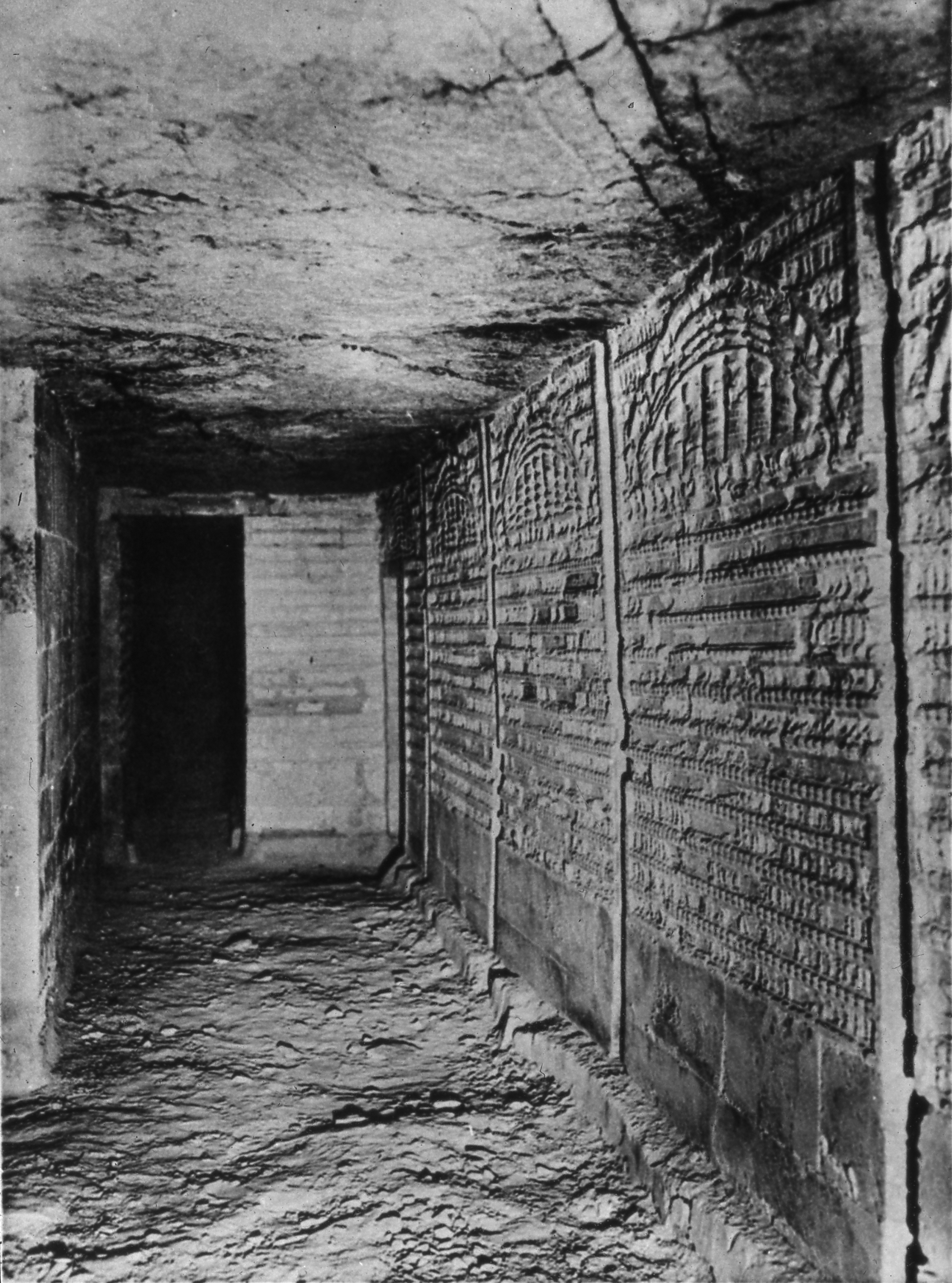
Vue sur une salle bleue sans niche, au fond du mur décoré à droite se trouve une porte dont les montants et le linteau sont décorés comme les niches.
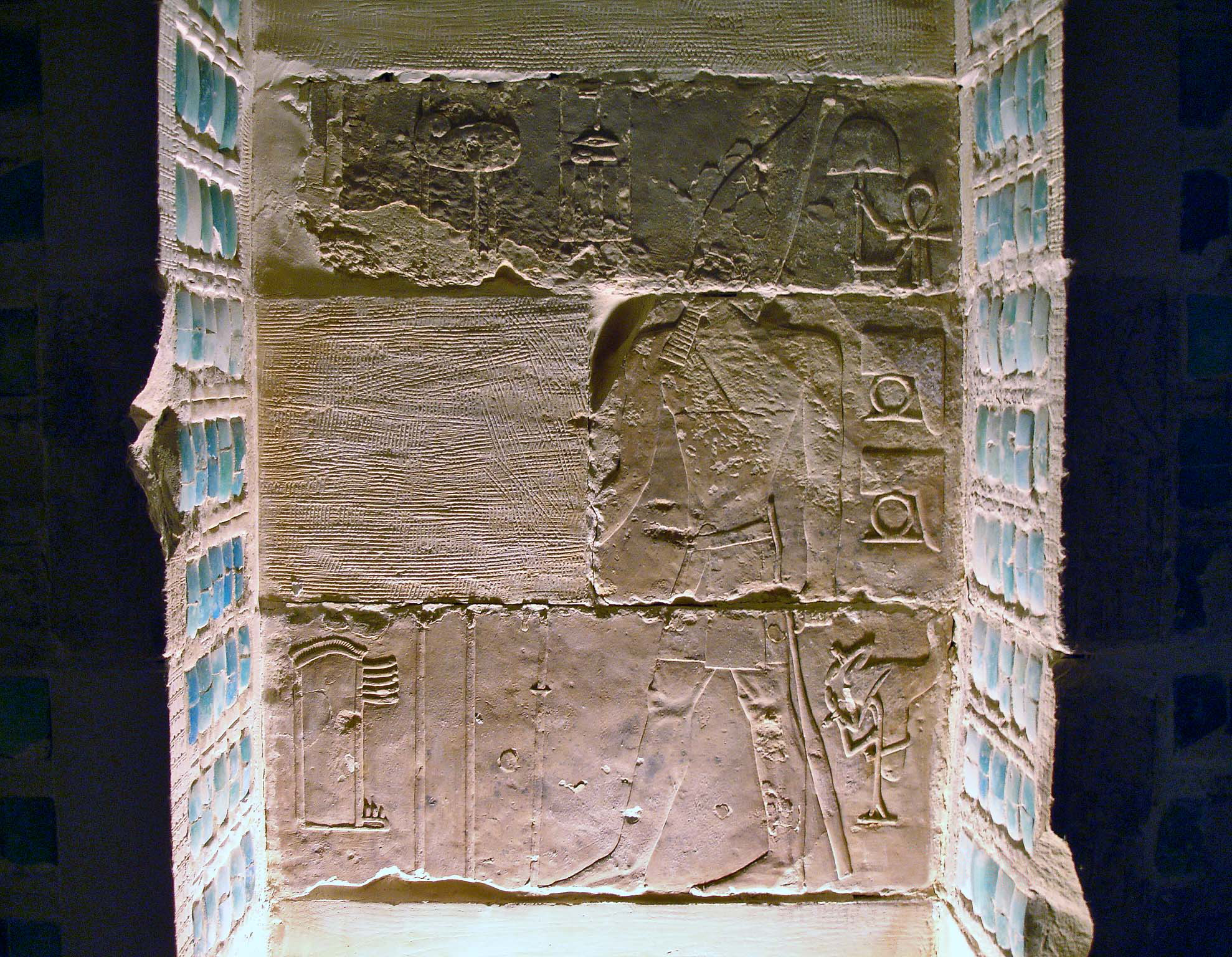
Panneau de Djéser représentant la visite au temple d'Edfou.
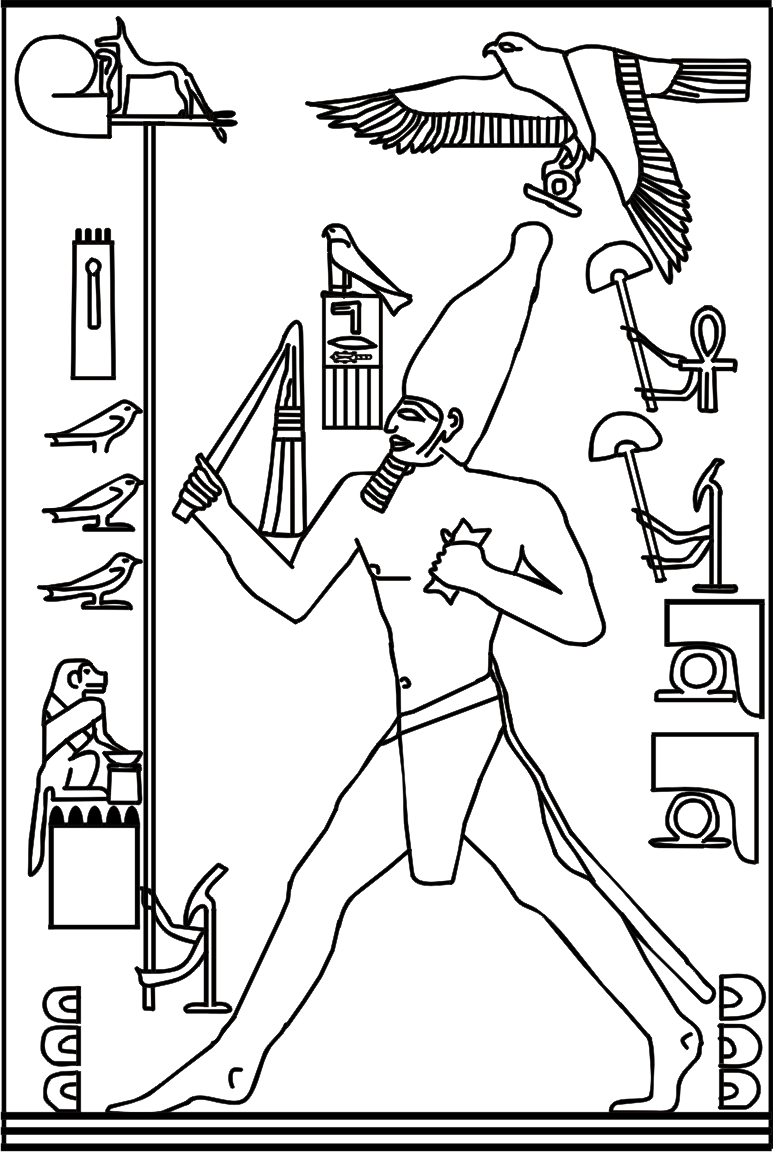
Dessin du panneau de Djéser représentant la course rituelle au palais blanc lors de la fête-sed.
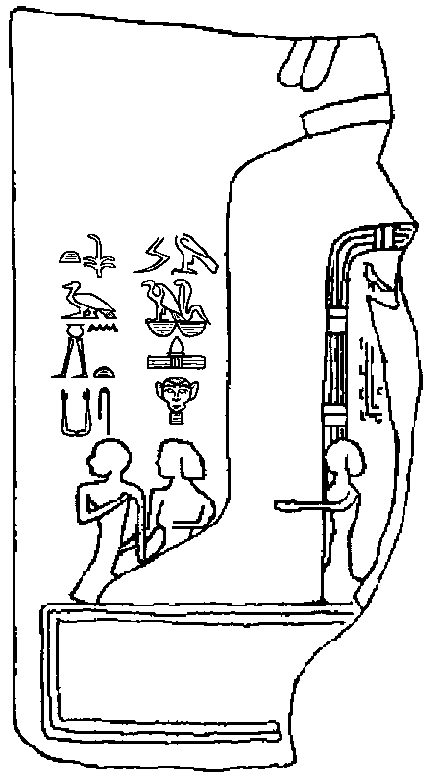
Dessin du relief d'Héliopolis représentant les jambes du roi avec la reine et les filles royales - Musée égyptologique de Turin (S.2671).
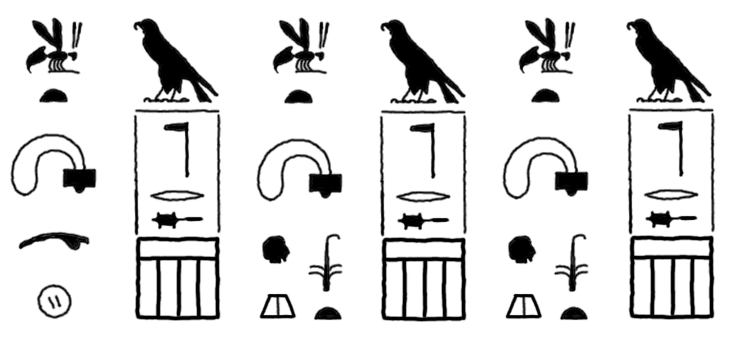
Dessin d'une empreinte de sceau de Djéser trouvée dans les galeries sous la pyramide et portant les titres d'Imhotep, bien que le nom de ce dernier ne soit pas écrit[23].
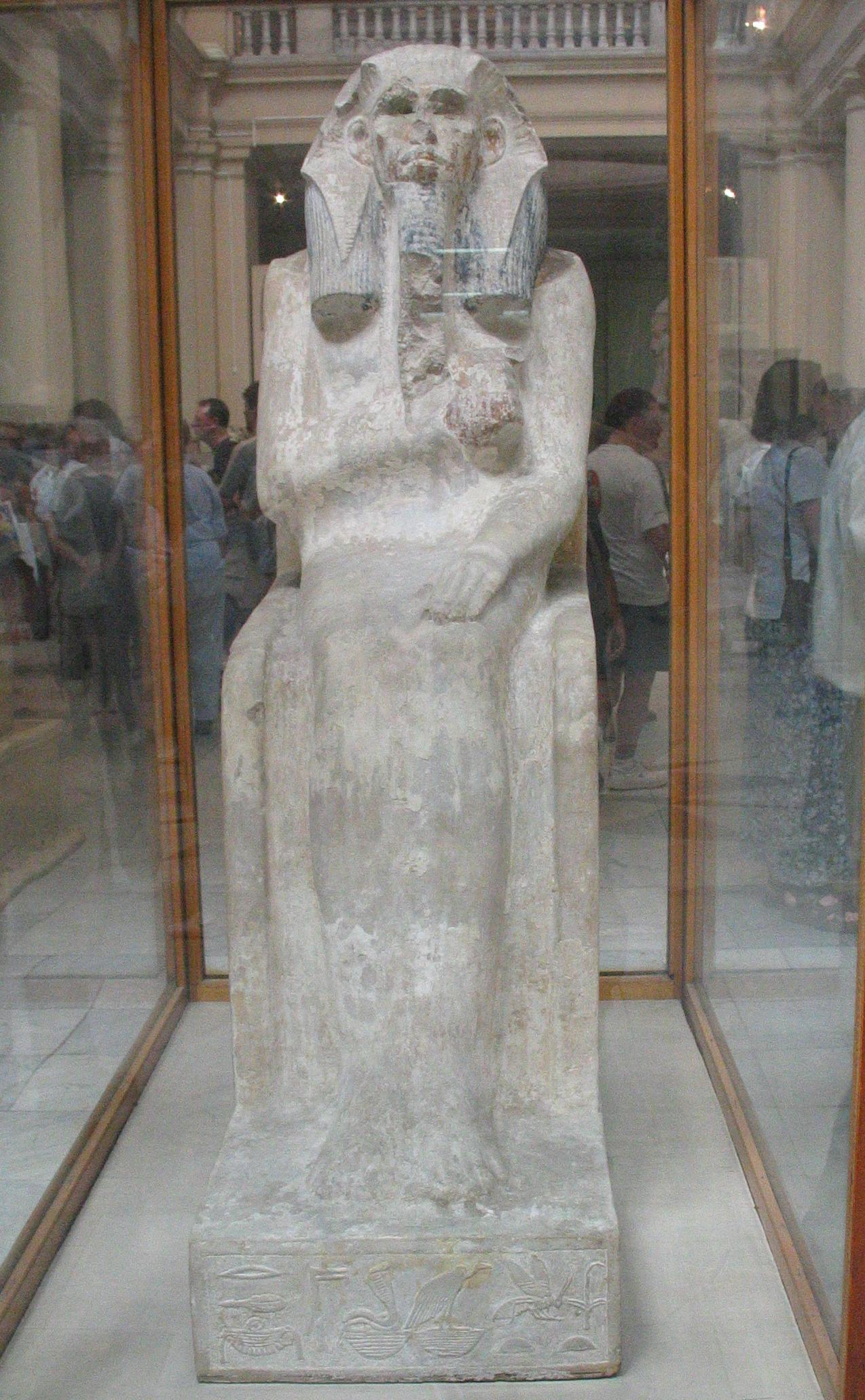
Statue du serdab de Djéser - Musée égyptien du Caire (JE 49158).
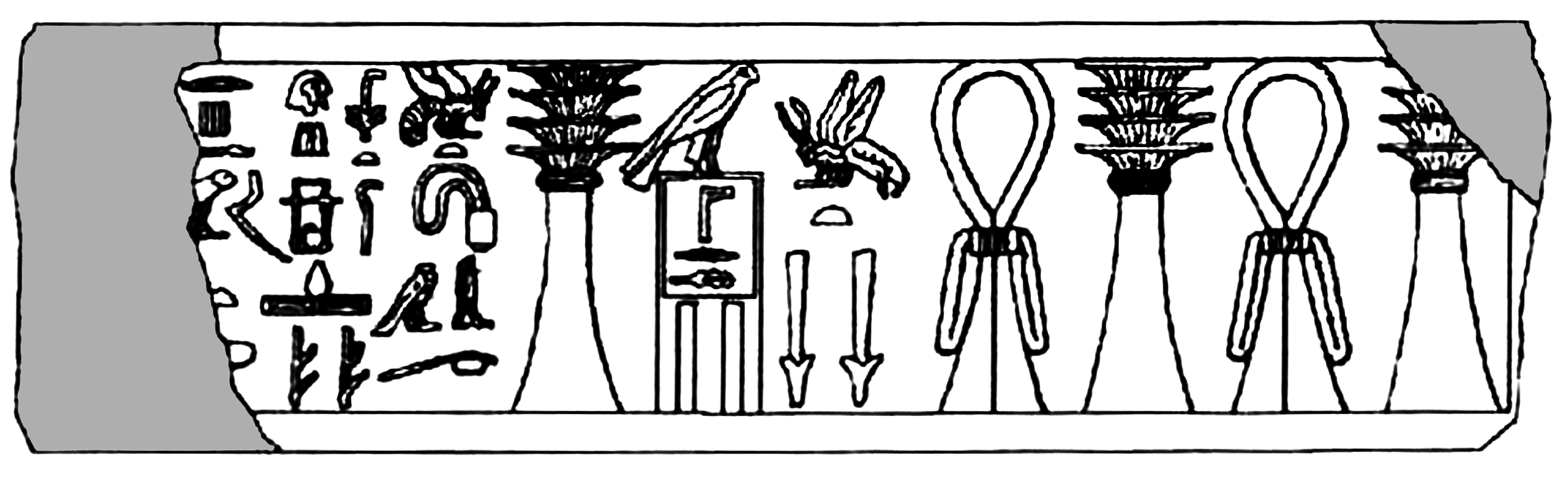
Dessin de l'inscription sur le socle de la statue aux noms du roi et d'Imhotep - Musée égyptien du Caire (JE 49889).

### Attestations ultérieures
Le roi devait être nommé dans les annales de la pierre de Palerme. Cependant, son état très fragmentaire ne permet pas d'avoir l'ensemble des années de Djéser, le roi n'étant présent que sur les fragments de Palerme et du Caire no I ; son nom n'est pas directement cité, mais la position relative de certaines informations sur les fragments permet de conclure qu'elles concernaient son règne,.
Le roi Djéser, uniquement attesté sous ce nom en cartouche dans les époques postérieures à l'Ancien Empire, est présents sur plusieurs documents, dont les plus notables sont les suivants :
- une statue de Sésostris II mentionnant le nom de Djéser, occurrence la plus ancienne de ce nom[26],
- le papyrus Westcar portant une copie datée de la fin de la XVIIe dynastie d'un texte littéraire plus ancien (vers la XIIIe dynastie) ; ce texte littéraire parle de quatre histoires, chacune liée à un roi (dans l'ordre Djéser, Nebka, Snéfrou et Khoufou) ; concernant Djéser, il est accompagné d'Imhotep[27],[28],
- la liste royale d'Abydos, datée du règne de Séthi Ier (XIXe dynastie), dans laquelle le nom de Djésersa est inscrit à la seizième position[29],
- le canon royal de Turin, daté de la XIXe dynastie,  dans lequel le nom de Djéserit est inscrit à la cinquième position de la quatrième colonne ; le papyrus lui compte dix-neuf ans de règne[29],
- la table de Saqqarah, datée du règne de Ramsès II (XIXe dynastie), dans laquelle le nom de Djéser est inscrit à la douzième position[30],
- de très nombreux graffiti datant du règne d'Amenhotep Ier jusqu'à la XXVIe dynastie et situés dans le complexe funéraire de Djéser nomme ce souverain sous ce nom[31],
- une statuette de la XXVIe dynastie représentant un certain Iâhmes (ou Ahmosé), qui est « prophète du roi du double-pays Netjerikhet-Djéser » et « prêtre de Djésertéti», associant à nouveau Djéser et Djésertéti/Téti ; cette statuette se trouve aujourd'hui à Berlin et est numérotée ÄM14765[32],
- la stèle de la famine de l'île de Sehel, datée du règne de Ptolémée V et réalisée de telle sorte que l'inscription fait croire qu'elle date de Djéser : la titulature contemporaine du roi y est en effet présente, mais la présence du nom Djéser trahit sans l'ombre d'un doute la date postérieure de l'inscription[4],[33].

Concernant les listes manéthoniennes, Africanus et Eusèbe de Césarée nomment à la deuxième position de la dynastie, c'est-à-dire à la position donnée à Djéser sur les listes ramessides, Tosorthros/Sesorthos. Africanus lui donne d'ailleurs vingt-neuf ans de règne et dit de lui qu'il est l'inventeur de la construction en pierre et est crédité d'un grand savoir médical.

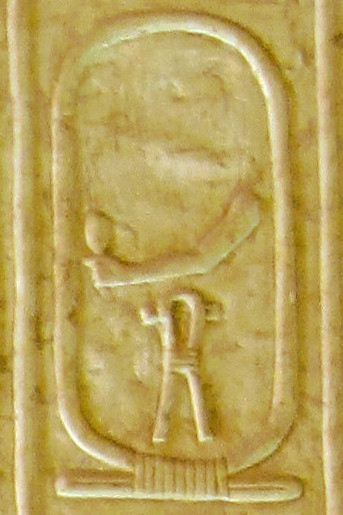
Cartouche de Djésersa dans la liste d'Abydos.
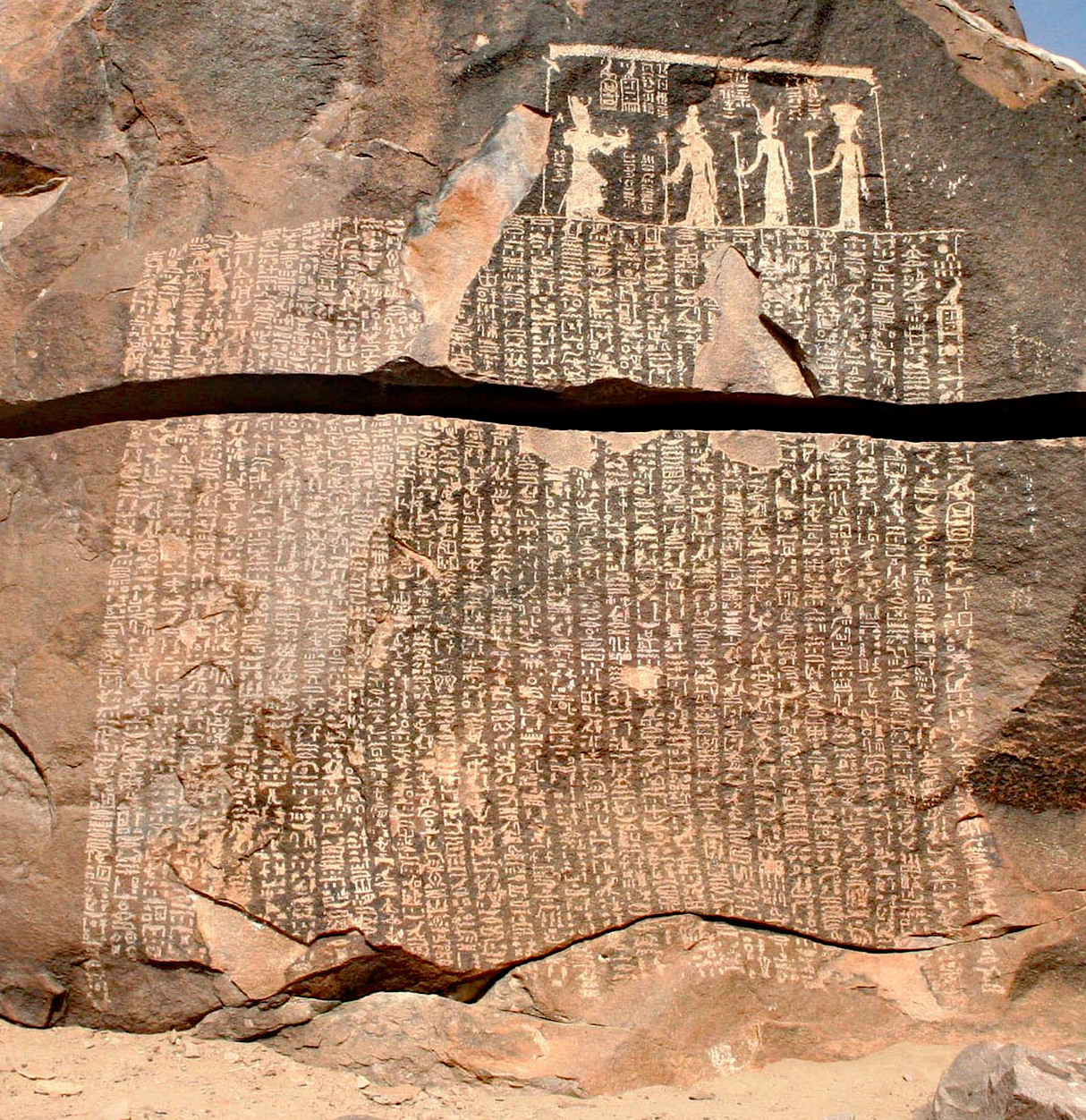
Stèle de la famine avec la titulature du roi gravée en haut.

## Identité

### Noms du roi
Le nom d'Horus du roi, inscrit dans un serekh, est Netjerikhet (Nṯr.j-ẖ.t), tout comme son nom de Nebty, ce dernier est d'ailleurs toujours précédé du titre Nesout-bity. Ce n'est pas le premier roi à utiliser le même nom pour ces deux éléments de la titulature royale, Djéser a été précédé en cela par les rois de la IIe dynastie Nynetjer et Péribsen ainsi que, moyennant une épithète, Sekhemib (Sekhemib-Perenmaât) et Khâsekhemouy (Khâsekhemouy-hetep-netjerouy-imef). Le nom de Nebty est régulièrement suivi du nom d'or, ancêtre du nom d'Horus d'or : Nébou-Rê (Nbw-Rˁ). Il est à noter que l'Horus Netjerikhet n'est jamais connu, dans les éléments de la titulature du règne, par l'intermédiaire d'un nom en cartouche.
La éléments de la titulature royale, excepté le nom d'Horus déjà protégé par le serekh, sont régulièrement écrits entourés d'éléments protecteurs. En effet, le nom (ren) devait être protégé car il était fortement associé à la personne elle-même. Ainsi, la titulature était souvent précédée du signe du pilier-djed, symbole de stabilité dans la durée, ce signe étant d'ailleurs surchargé du nœud tyet, qui est une amulette protectrice associée plus tard à Isis. En fin de titulature se trouvent le sceptre-ouas, symbole de puissance encadrant régulièrement les représentations, et le cercle de cordage (symbole V9 dans la classification de Gardiner), ce dernier signe évoluant plus tard pour devenir le cartouche royal.
| R11 | M23 · X1 | L2 · X1 | G16 | R8 | D21 · F32 | N5 · S12 | S40 | V9 |

| R11 | M23 · X1 | L2 · X1 | G16 | R8 | D21 · F32 | N5 · S12 | S40 | V9 |

### Noms dans la documentation postérieure
Lorsqu'un roi de la période archaïque était nommé dans les sources postérieures, c'était le nom de Nebty qui était utilisé, même si ce nom était souvent corrompu dans la chaîne de transmission. Toutefois, concernant l'Horus Netjerikhet, au nom de Nebty identique, la postérité s'en est souvenu par le nom de Djéser. Le processus ayant mené à la création du nom de Djéser est inconnu, l'occurrence la plus ancienne datant du milieu de la XIIe dynastie, plus précisément sur une statue de Sésostris II. L'identification de l'Horus Netjerikhet avec le roi Djéser est en tout cas certaine : non seulement, des inscriptions du Nouvel Empire associent le nom de Djéser à la pyramide à degrés de Saqqarah, mais aussi, la stèle de la famine, gravé à Sehel sous le règne de Ptolémée V, représente un pseudo-évènement se déroulant sous le règne de Djéser et pendant lequel le roi et le sage Imhotep s'emploient à résoudre une famine ; sur cette stèle la titulature du roi est à la fois composée du nom d'Horus du roi inscrit dans un serekh et du nom Djéser inscrit dans un cartouche.
Dans les listes royales ramessides, il est nommé Djésersa (Liste d'Abydos), Djéser (Table de Saqqarah) et Djéserit (Canon royal de Turin). Dans les écrits grecs de Manéthon, il est nommé Tosorthros (ou Sesorthos).
Nebka, nom en cartouche découvert sur plusieurs documents postérieurs à la IIIe dynastie ainsi que, peut-être, sur une empreinte de sceau (numérotée E 5251) trouvé dans le mastaba K2 à Beit Khallaf et portant également le nom d'Horus Sanakht. Ce nom en cartouche et ce nom d'Horus ont ainsi été associés par la grande majorité des chercheurs,,,. Cependant, plus récemment, Jean Pierre Pätznick a émis l'hypothèse suivante : si Nebka est bien le nom en cartouche inscrit sur l'empreinte de sceau E 5251, son identification à l'Horus Sanakht n'est pas certaine. Au travers de plusieurs éléments (lecture du sceau renvoyant les mentions de Sanakht et de Nebka à deux personnes différentes ; titres d'Akhetaâ, entre autres prêtre de Nebka, très similaires à ceux inscrits dans le complexe funéraire de Djéser ; roi Nebka très vénéré à l'Ancien Empire, etc.), il identifie Nebka à l'Horus Netjerikhet, c'est-à-dire à Djéser. Il conclut même son étude en interprétant les noms de Nebka et Djéser comme étant le nom retenu par la postérité par deux traditions différentes une tradition memphite locale retenant le nom de Djéser et une tradition officielle retenant le nom de Nebka, les deux traditions se mélangeant par la suite, raison pour laquelle les listes d'Abydos et du Canon royal de Turin mentionnent les deux rois tandis que la liste de Saqqarah, à caractère moins officielle, étant inscrite dans la tombe du scribe Tjuneroy, ne présente que la tradition locale et ne mentionne donc que le nom de Djéseré.

### Position dans la dynastie
Pendant longtemps, la thèse communément acceptée dans le monde de l'égyptologie était que Djéser était le deuxième roi de la IIIe dynastie, et qu'il succédait à un roi nommé Nebka, lui-même successeur de Khâsekhemouy. La raison en était que dans les listes royales ramessides et dans les écrits de Manéthon, héritiers de ces mêmes listes, la succession était ainsi décrite. Ces listes faisaient force de loi pour les premiers égyptologues.
Cependant, des découvertes faites à Abydos et à Saqqarah ont remis en cause cette hypothèse. En effet, en 1920, Cecil Mallaby Firth trouva des sceaux et des objets appartenant à Sanakht dans le complexe funéraire de Djéser à Saqqarah, plus précisément dans une salle du coin nord-est du temple funéraire. Elles étaient destinés au culte funéraire de Djéser, ce qui prouve que Sanakht rendait un culte à celui-ci. Les découvertes d'Abydos établissent que Khâsekhemouy, le dernier roi de la IIe dynastie, était le père de Djéser et que ce dernier avait organisé ses funérailles. Ainsi, le consensus scientifique actuel va dans le sens d'une succession directe entre Khâsekhemouy et Djéser, tandis que Sanakht serait l'un des successeurs de Djéser, voire son successeur direct,. Quant au roi Nebka, il est associé à l'Horus Sanakht par Wilkinson, Seidlmayer, Stadelmann, Baud et Dodson,,,,.

## Généalogie
Djéser est lié à Khâsekhemouy, le dernier roi de la IIe dynastie, par son épouse la reine Nimaâthâpy, attestée par l'intermédiaire de sceaux trouvés dans la tombe de Khâsekhemouy à Abydos et à Beit Khallaf. Un sceau d'Abydos qualifie Nimaâthâpy la « mère des enfants royaux » tandis qu'un autre la qualifie cette fois d'épousedu roi,. Sur le mastaba K1 à Beit Khallaf, la même personne est mentionnée comme la « mère du roi » ou la « mère du roi de Haute et de Basse-Égypte »,. La datation d'autres sceaux sur le site de Beit Khallaf les place sous le règne de Djéser. Cette preuve suggère que Khâsekhemouy est le père direct de Djéser. L'égyptologue allemand Günter Dreyer a trouvé les sceaux de Djéser sur la tombe de Khâsekhemouy, suggérant en outre que Djéser était le successeur direct de Khâsekhemouy et qu'il a terminé la construction de sa tombe,,.
Hétephernebty est identifiée comme l'une des reines de Djéser et une fille de Khâsekhemouy sur une série de stèles-bornes de l'enceinte de la pyramide à degrés (aujourd'hui dans divers musées) et un fragment de relief d'un bâtiment d'Héliopolis. En effet, elle y porte les titres de « celle qui voit Horus », caractéristique du statut d'épouse du roi, et de « fille du roi ». Dans la sphère royale de l'époque, les mariages entre frères et sœurs étaient courants, ainsi donc il est plus probable que Djéser et Hétephernebty étaient frère et sœur, ou demi-frère et demi-sœur, plutôt que père et fille,.
Djéser et Hétephernebty ont eu au moins deux filles : 
- Initkaes, qui est attestée sur les stèles-bornes de l'enceinte du complexe funéraire de Djéser et sur un fragment d'une chapelle construite par Djéser à Héliopolis[50],[49] ;
- sur cette même chapelle apparaît le nom d'une autre fille, partiellement détruit ; Ann Macy Roth a reconstitué ce nom comme étant Nyânkh-Hathor[14].

Les relations entre Djéser et ses successeurs, Sanakht, Sekhemkhet et Khaba ne sont pas connues. L'omniprésence des femmes (reine, filles) dans les représentations du règne contraste avec l'absence systématique de tout personnage masculin excepté le roi lui-même.

## Règne

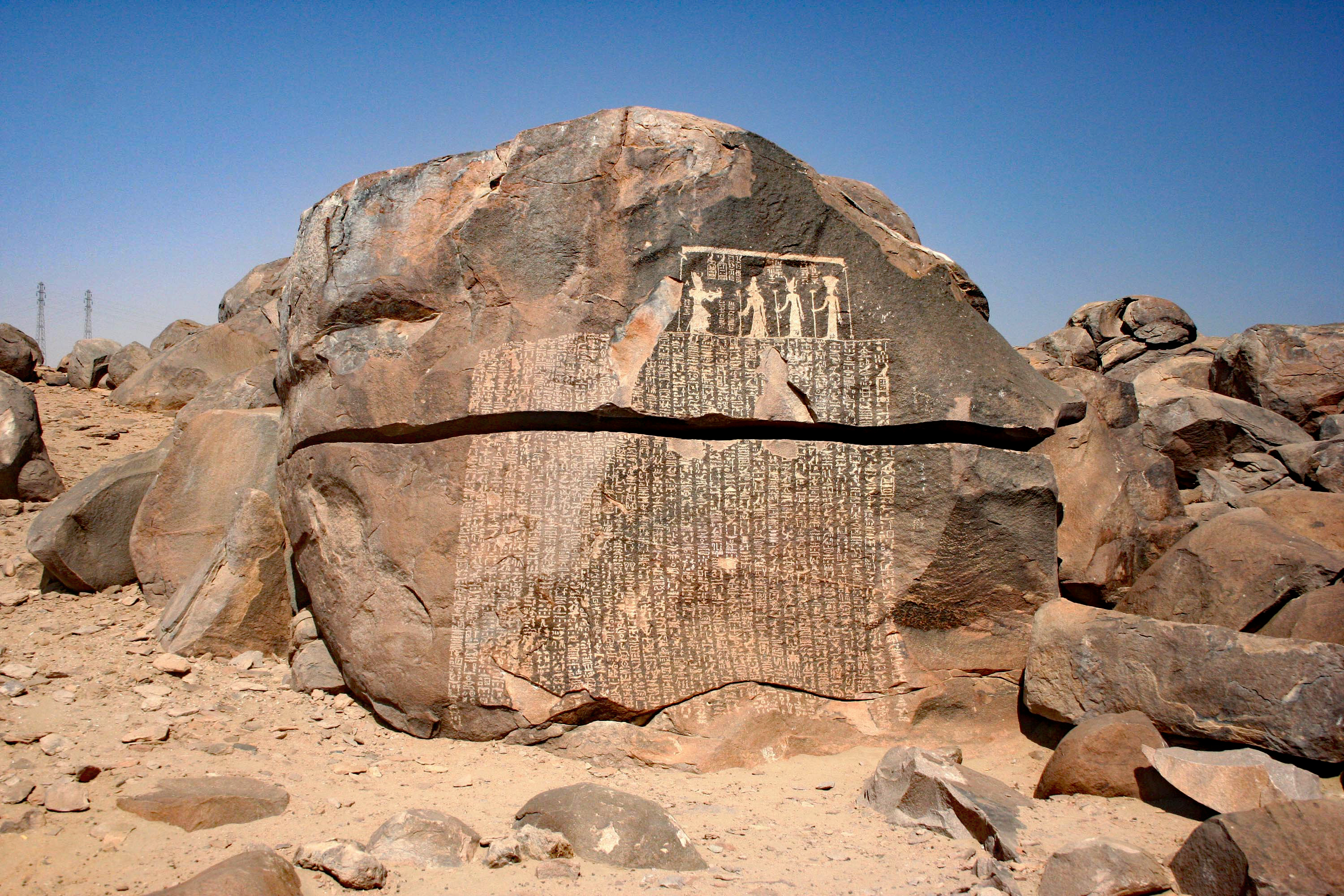
La stèle de la famine, sur l'île de Sehel.

### Durée du règne et datation absolue
Manéthon accorde vingt-neuf ans de règne à Djéser, tandis que le Canon royal de Turin lui en compte dix-neuf et un mois. En raison de ses nombreux projets de construction, notamment à Saqqarah, certains chercheurs pensent que Djéser a dû régner près de trois décennies. Le chiffre de Manéthon serait plus juste, si l'on en croit Toby Wilkinson et sa reconstitution des annales royales tirées de la pierre de Palerme. Le chercheur reconstitue les annales comme donnant à Djéser vingt-huit années complètes ou partielles. Il note que les cinq dernières « cases-années » enregistrées sur le registre V du fragment de Palerme et les dix (ou trois selon les reconstitutions) premières du même registre sur le fragment I du Caire correspondent au début et à la fin du règne de Djéser, soit les années 1 à 5 et 19 à 28.
D'après des recherches récentes, il est possible de dater le règne de Djéser avec une infime marge d'erreur, entre 2691 et 2625 av. J.-C.. Les prédictions d'Allen, (2630 à 2611 av. J.-C.), et celles d'autres spécialistes comme Màlek (2628 à 2609 av. J.-C.) ou celles de Krauss (2720 à 2700 av. J.-C.), apparaissent quelque peu dépassées, sinon totalement fausses. Quelques-uns avaient vu plus juste : 2667 à 2648 av. J.-C. (Ian Shaw), 2687 à 2668 av. J.-C. (Donald Bruce Redford), 2665 à 2645 av. J.-C. (Jürgen von Beckerath).

### Activité

#### Informations données par lapierre de Palerme
Comme indiqué précédemment, la pierre de Palerme donne quelques évènements du règne de Djéser, inscrits sur le registre V des fragments de Palerme et du Caire no I ; ces informations sont surtout cultuelles, mais aussi guerriers (bien que le cas ne se présente pas pour les inscriptions restantes concernant son règne), et complétées par le niveau de la crue du Nil ; on remarque le caractère biannuel de ce qui est nommé Suivants d'Horus, probablement un évènement cérémoniel :
- fragment de Palerme :
  - « Apparition du roi de Basse et Haute-Égypte ; unification de la Haute et Basse-Égypte ; contournement du mur ; quatre coudées deux paumes deux et deux tiers de doigts » (ḫˁ(t)-nsw.t-bjty ; smȝ Šmˁ Tȝ-Mḥw ; pẖr ḥȝ jnb ; mḥ 4 šsp 2 ḏbˁ 2⅔ ),
  - « Apparition du roi de Basse et Haute-Égypte ; introduction du roi (au) sanctuaire-sénout ; quatre coudées deux et deux tiers de paumes » (ḫˁ(t)-nsw.t-bjty ; jbs-nsw.t (r) snwt ; mḥ 4 šsp 1⅔),
  - « Suivants d'Horus ; création (d'une statue) de Min ; deux coudées trois paumes deux et trois quarts de doigts » (Šms-Ḥr ; mst Mnw ; mḥ 2 šsp 3 ḏbˁ 2¾),
  - « Apparition du roi de Basse et Haute-Égypte ; « étirement des cordes » (du bâtiment) Fontaine des dieux ; trois coudées trois paumes deux doigts » (ḫˁ(t)-nsw.t-bjty ; pḏ-šs qbḥ-nṯr.w ; mḥ 3 šsp 3 ḏbˁ.wy),
  - « Suivants d'Horus ; ... » (Šms-Ḥr ; ...),
- fragment I du Caire, seules les deux premières années de ce registre conservent des informations, le reste étant illisible du fait de l'état fortement abrasé de la surface :
  - « Suivants d'Horus ; ... » (Šms-Ḥr ; ...),
  - « Apparition du roi de Basse et Haute-Égypte ; création (d'une statue) d'Anubis ; ... » (ḫˁ(t)-nsw.t-bity ; mst Jnpw ; ...).

#### Expéditions
Djéser a envoyé plusieurs expéditions militaires dans la péninsule du Sinaï, au cours desquelles les habitants locaux ont été soumis. Il y envoya également des expéditions à la recherche de minéraux précieux comme la turquoise et le cuivre. Ceci est établi par des inscriptions trouvées dans le désert, parfois avec la bannière de Seth aux côtés des symboles d'Horus, comme c'était déjà le cas sous Khâsekhemouy. Le Sinaï a également joué un rôle stratégique en tant que tampon entre la vallée du Nil et l'Asie.

#### Activités monumentales
Djéser, nom qui signifie « le saint » en égyptien ancien, serait à l'origine d'une grande réforme religieuse dans tout le pays. Roi à l'image pacifique, il est considéré comme le « bâtisseur » de l'Ancien Empire, non par la grandeur de ses œuvres mais par les innovations qu'il a introduites, avec l'aide de l'architecte Imhotep qui occupait également les fonctions de grand chancelier d'Égypte, de prince royal, de grand prêtre d'Héliopolis et de médecin royal. Le règne de Djéser connut une réelle prospérité économique et culturelle avec des ouvertures sur l'Orient.
Quelques reliefs fragmentaires trouvés à Héliopolis et datant de l'époque ptolémaïque mentionnent le nom de Djéser, et suggèrent qu'il a commandé des projets de construction dans ces villes. En outre, il a peut-êtrer fixé la limite sud de son royaume à la première cataracte. Une inscription connue sous le nom de stèle de la famine et située sur l'île de Sehel évoque le règne de Djéser, mais fut probablement taillée sous la dynastie ptolémaïque. Elle raconte comment Djéser a reconstruit le temple de Khnoum à Éléphantine, près de la première cataracte, mettant ainsi fin à une famine de sept ans. Certains considèrent cette ancienne inscription comme une légende, mais elle montre que plus de deux millénaires après son règne, les Égyptiens se souvenaient encore de Djéser.
Bien qu'il semble avoir commencé une tombe inachevée à Abydos (Haute-Égypte), Djéser fut finalement enterré dans sa célèbre pyramide à degrés, première construction en pierre de taille, située à Saqqarah en Basse-Égypte. Comme Khâsekhemouy fut le dernier roi à être enterré à Abydos, certains égyptologues en déduisent que le passage à une capitale plus au nord s'est fait à l'époque de Djéser.
Plus de deux millénaires plus tard, Manéthon fit allusion aux avancées architecturales de son règne, mentionnant que Tosorthros a inventé la construction en pierre de taille. Il est aussi connu que le médecin Esculape et aurait réformé l'écriture. Les chercheurs modernes pensent que Manéthon avait à l'origine attribué ces exploits à Imouthes, qui fut ensuite déifié comme Esculape par les Grecs et les Romains, et qui correspond à Imhotep, le ministre de Djéser qui a conçu la pyramide à degrés. Imhotep a effectivement choisi la pierre pour ses monuments d'éternité, avec des représentations de végétaux : colonnes-papyrus, colonnes cannelées et colonnes fasciculées (rappel de colonnes formées de tiges de roseaux ou de palmes réunies en faisceaux).
Dans ce complexe funéraire a été découverte la plus ancienne statue égyptienne grandeur nature connue : une statue peinte de Djéser, placée dans le serdab et aujourd'hui conservée au Musée égyptien du Caire. Aujourd'hui, sur le site où elle a été trouvée en 1924-1925, une copie en plâtre de la statue remplace l'originale. Le culte de Djéser semble avoir été encore actif sous le règne de Snéfrou.

## Sépulture
Djéser a été inhumé dans la célèbre pyramide à degrés à Saqqarah. Celle-ci fut conçue d'abord comme un mastaba presque carré, auquel cinq autres mastabas ont été rajoutés, littéralement empilés les uns sur les autres. Chaque niveau était plus petit que le précédent, jusqu'à ce que le monument devienne la première pyramide d'Égypte. L'organisateur de la construction était le grand prêtre Imhotep. Le complexe de Saqqarah a été restauré sous la direction de Jean-Philippe Lauer, surnommé « l'oublié de Dieu » par les Égyptiens en raison de son grand âge et de son dynamisme. Architecte de formation, l'égyptologue œuvra sur le site entre 1926 et 2001, année de son décès.

### La pyramide à degrés

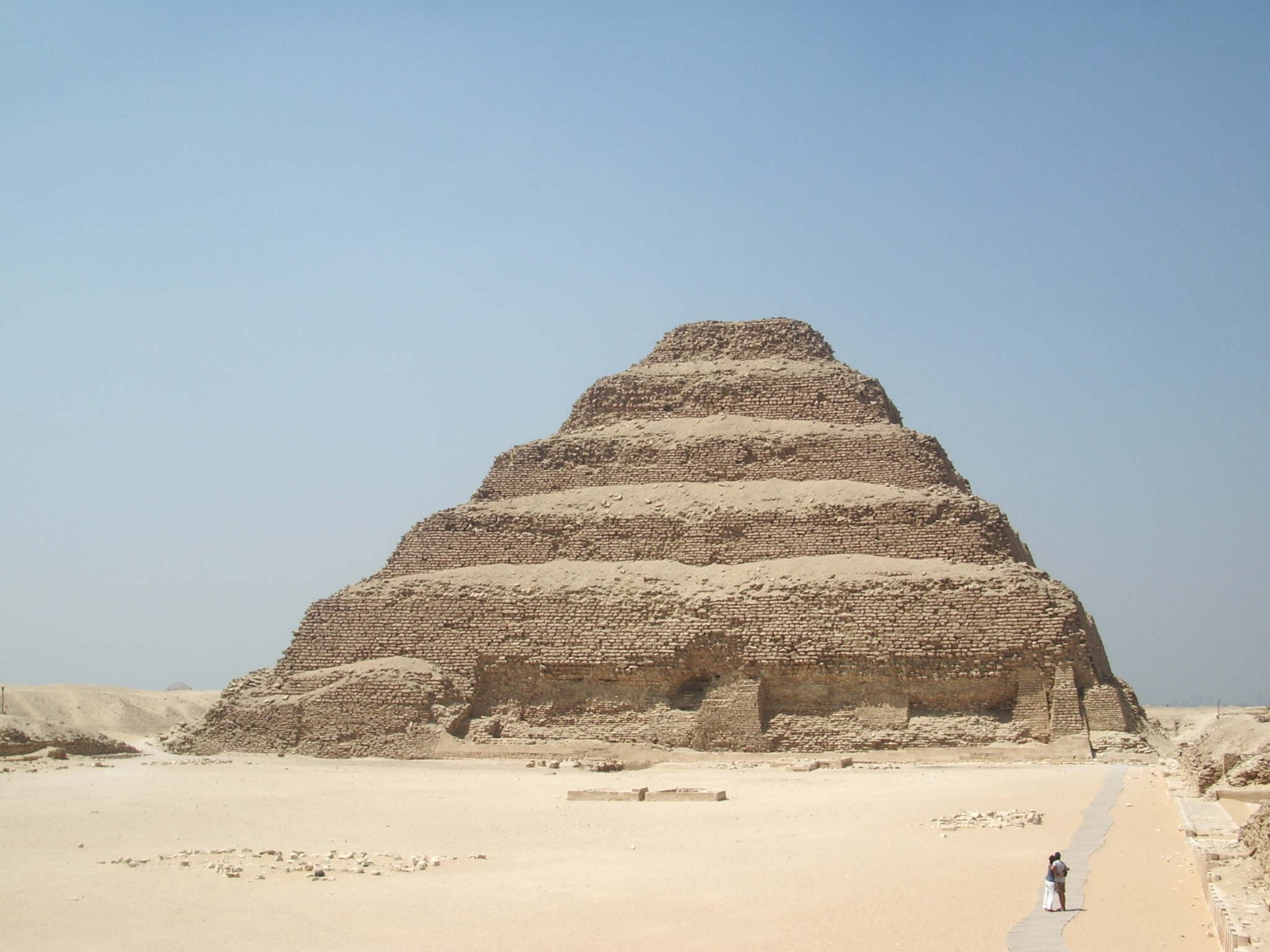
Pyramide à degrés de Djéser à Saqqarah.

Lauer affirme que tout est parti d'un simple mastaba, sans doute jugé trop petit en regard de la personnalité du roi, et probablement masqué par l'enceinte du complexe funéraire. Imhotep rajouta donc trois niveaux supplémentaires, puis suréleva encore de deux nouveaux degrés, en agrandissant un des côtés, en s'appuyant sur la pyramide déjà existante.
La pyramide à degrés est en calcaire, elle est massive et ne contient qu'un seul couloir étroit menant au milieu du monument. Ce conduit se termine dans une chambre grossière où l'entrée du puits de la tombe était cachée. Cet espace intérieur fut plus tard rempli de gravats car il ne servait plus à rien. À l'origine, la pyramide mesurait 62 mètres de haut et sa base mesurait environ 125 × 109 mètres. Elle était recouverte de calcaire blanc finement poli.

### La structure souterraine

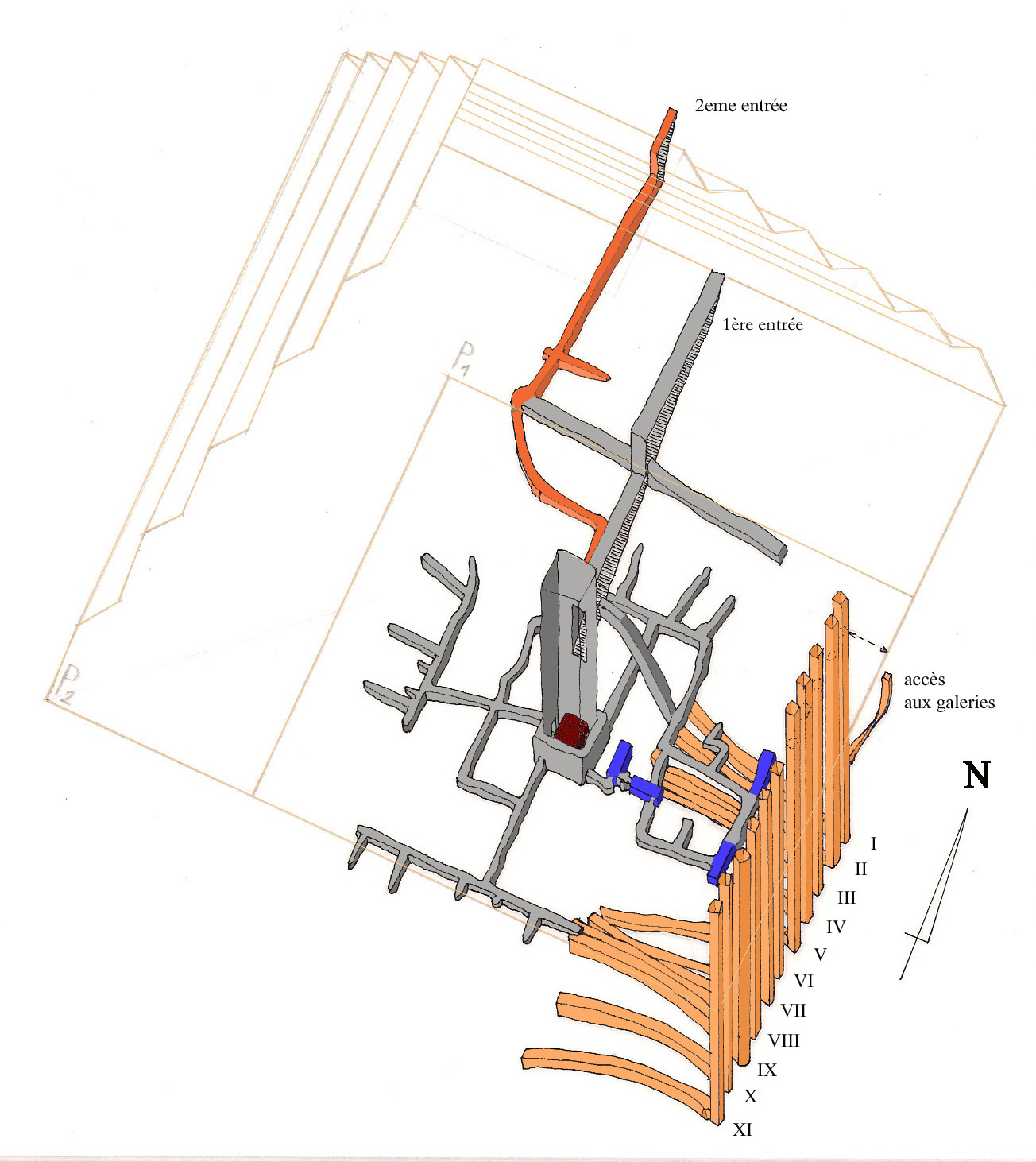
Vue axonométrique des infrastructures (en orange, accès et galerie d'époque tardive).

Sous la pyramide à degrés, un grand labyrinthe de couloirs et de chambres fut creusé. La chambre funéraire se trouve au milieu du complexe souterrain ; un puits de vingt-huit mètres de profondeur mène directement de la surface à l'enfouissement. L'entrée du puits fut rendue étanche par un couvercle en pierre d'un poids de 3,5 tonnes. Le labyrinthe funéraire souterrain contient quatre galeries de revues, chacune pointant droit vers un des points cardinaux. La galerie orientale contenait trois reliefs de calcaire représentant le roi Djéser lors de la célébration de la fête-Sed (fête du rajeunissement). Les murs autour et entre ces reliefs étaient décorés de carreaux de faïence bleus. On pensait qu'ils imitaient les tapis de roseaux, comme une allusion aux eaux mythologiques du monde souterrain. Les autres galeries sont restées inachevées.
Du côté est de la pyramide, tout près des chambres bleues, onze puits funéraires descendent en ligne droite sur trente à trente-deux mètres, puis dévient à angle droit vers l'ouest. Les fosses I - V ont été utilisées pour l'inhumation des membres de la famille royale ; les fosses VI - XI ont été utilisées comme tombes symboliques pour les tombes des ancêtres royaux des Ire et IIe dynasties. Plus de 40 000 récipients, bols et vases en pierre de toutes sortes ont été trouvés dans ces galeries. Des noms royaux tels que ceux des rois Den, Sémerkhet, Nynetjer et Sekhemib étaient gravés sur ces récipients. On pense aujourd'hui que Djéser a restauré les tombes originales des ancêtres, puis a scellé les objets funéraires dans les galeries pour tenter de les sauvegarder.

### Le complexe funéraire

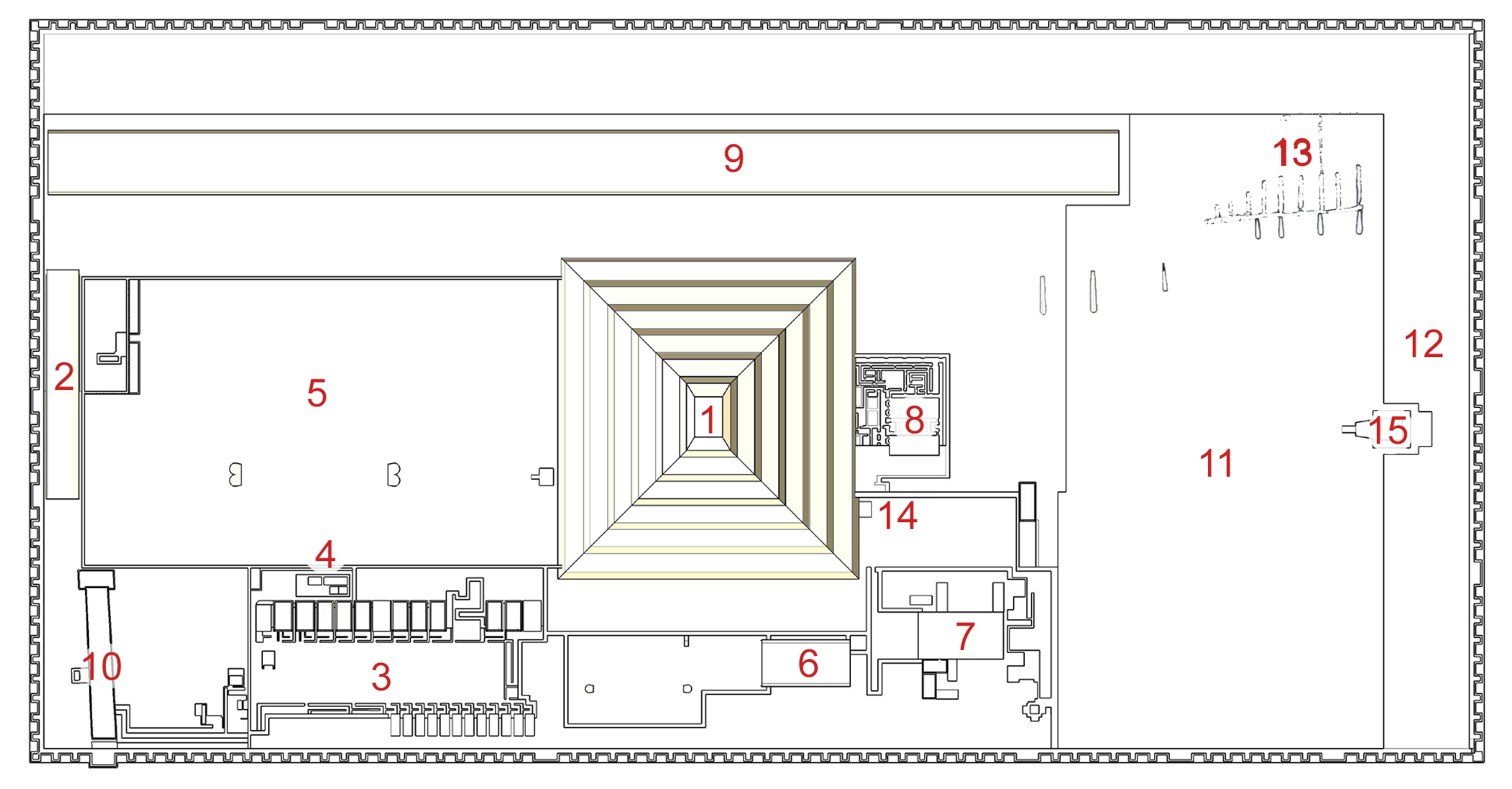
Plan du complexe funéraire de Djéser (d'après Cécil M. Firth) Sud → Nord.

L'ensemble funéraire est le premier projet architectural construit entièrement en pierre. Ce complexe avait quatorze entrées, dont une seule était fonctionnelle. Il se compose, entre autres, de la grande cour sud (5) et de la cour nord (11) avec au centre la pyramide à degrés de Djéser (1), entourée d'un mur d'enceinte en pierre de 10,5 mètres de haut. À côté des cours principales, une entrée à colonnade couverte (10) mène à la cour sud et à une chambre Serdab (14) qui abrite la statue assise du roi Djéser.

### La statue du serdab de Djéser
La statue de Djéser, découverte par Cecil Firth, en 1924, dans son serdab (mot arabe signifiant couloir, et désignant une salle murée sur le côté sud du mastaba, où se trouvait la (ou les) statue funéraire, communiquant par un soupirail avec la salle des offrandes), est exposée au Musée égyptien du Caire, tandis que celle qui est visible dans le serdab est une copie.
La statue de Djéser était murée dans le serdab. Le but principal de la statue était de permettre au roi de se manifester et de pouvoir voir les rituels exécutés dans et hors du serdab. Cette statue peinte est plâtrée et réalisée en pierre calcaire. Chaque caractéristique de la statue représente quelque chose. La perruque tripartite striée qu'il porte l'assimile au monde vivant comme un roi mort. Le couvre-chef rayé qui recouvre la perruque couvre tous ses cheveux. C'était un rituel qui fut pratiqué à partir des rois de la IVe dynastie. Le corps est enveloppé sous une longue robe, ses mains sont placées d'une manière spécifique. Son bras droit est replié horizontalement sur sa poitrine, et son bras gauche repose sur sa cuisse. La position de ses bras ressemble au siège de Khâsekhemouy,.

## Titulature
Le nom de Sa-Rê de Djéser apparaît seulement à la XIIe dynastie. Aujourd'hui, il est identifié sans aucun doute avec l'Horus Netjerikhet grâce à de nombreux documents connus.

## Photos

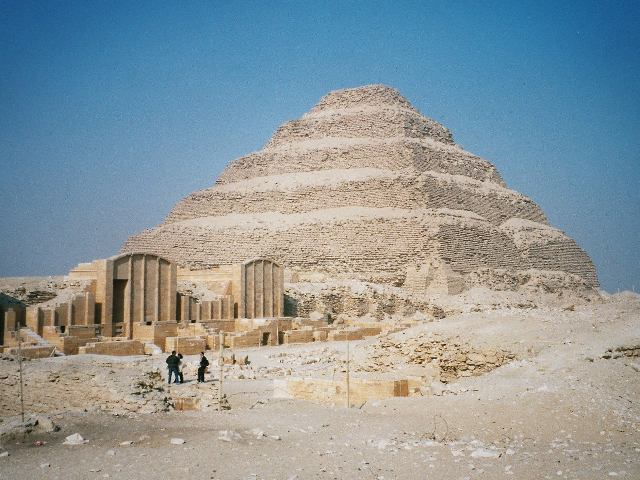
Pyramide et complexe.
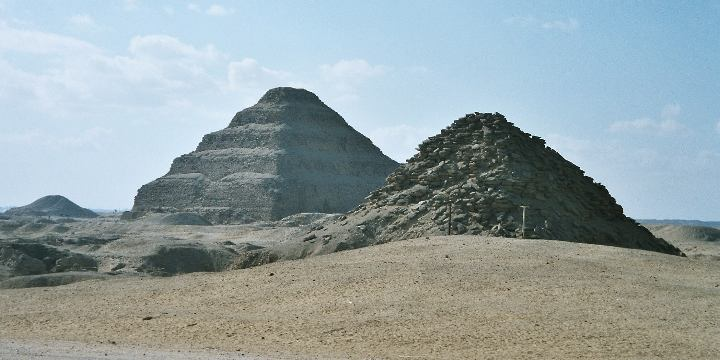
Panorama.
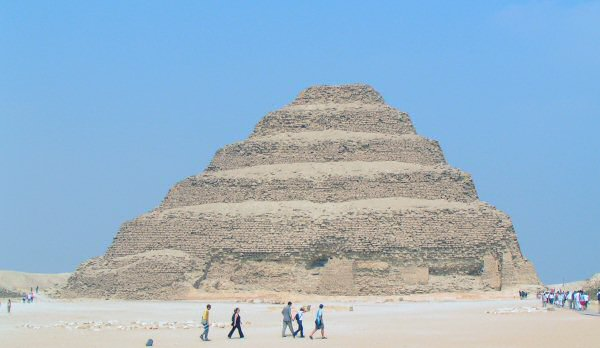
Pyramide.